# Coccophagus gregarius
Coccophagus gregarius är en stekelart som beskrevs av Compere 1931. Coccophagus gregarius ingår i släktet Coccophagus och familjen växtlussteklar. Inga underarter finns listade i Catalogue of Life.